# Le Testament d'Orphée
Série
Orphée
(1950)
Pour plus de détails, voir Fiche technique et Distribution.
Le Testament d’Orphée ou ne me demandez pas pourquoi ! est un drame expérimental français écrit et réalisé par Jean Cocteau, sorti en 1960.
Le film narre la mort et la résurrection du poète. Frappé par une balle, Jean Cocteau rebondit dans un autre temps. Vie et mort, présent et avenir, créatures mythologiques et imaginaires, angoisses et fantasmes se mêlent sans ordre chronologique pour composer le testament du poète-cinéaste.

## Synopsis
En préambule, pendant qu’une craie magique dessine sur un tableau noir le visage du poète Orphée, on entend la voix de Jean Cocteau déclarer : « le privilège du cinématographe, c'est qu'il permet à un grand nombre de personnes de rêver ensemble le même rêve et de montrer en outre, avec la rigueur du réalisme, les fantasmes de l'irréalité, bref c'est un admirable véhicule de poésie. Mon film n'est pas autre chose qu'une séance de strip-tease consistant à ôter peu à peu mon corps et à montrer mon âme toute nue. Car il existe un considérable public de l'ombre, affamé de ce plus vrai que le vrai qui sera un jour le signe de notre époque. Voici le legs d'un poète aux jeunesses successives qui l'ont toujours soutenu ».
Venu d'un autre temps, le poète apparaît en costume du XVIIIe siècle à un écolier de treize ans assis à son pupitre, stupéfait par cette vision, puis à une femme effrayée qui laisse tomber le bébé qu'elle tient dans ses bras. « Ce fut ma deuxième rencontre avec un personnage dont je venais d'embrouiller l'existence contre toute logique », affirme le poète qui croise ensuite une infirmière poussant le fauteuil roulant d’un vieux professeur infirme, rendu sourd par une chute dans sa petite enfance. Le vieillard meurt et laisse tomber une boîte dont s'empare le poète, heureux de la détenir enfin car elle va lui rendre grand service.
Le poète se présente une quatrième fois au professeur, âgé cette fois-ci d'une cinquantaine d'années. Le savant se souvint d’avoir été effrayé, enfant, par cette apparition dont il aimerait comprendre le sens. Le poète lui déclare : « professeur, vous êtes sans doute la seule personne au monde capable de ne pas chercher à comprendre et capable aussi de comprendre l'incompréhensible ». Il est une sorte de voyageur perdu dans l'espace-temps, qui vient de l’année 1770. Le poète remet au professeur la boîte de son invention future : elle contient des balles de revolver capables d’anéantir le temps.
Frappé par une balle tirée à sa demande par le professeur, le poète tombe puis rebondit à notre époque, en 1959. Vêtu désormais d'un habit moderne, il tente désespérément de regagner son époque. Il croise un homme à tête de cheval qui le conduit dans une « zone intermédiaire » intemporelle, dans un campement de gitans. Il ne s’y attarde pas et part retrouver ses propres créations. Il rencontre le jeune poète Cégeste, revenu à la vie, qui lui remet une fleur immortelle d’hibiscus et l’invite à le suivre. Il comparaît devant un tribunal composé de la belle et lointaine Princesse et de son serviteur Heurtebise. Accusé du crime d'innocence, il se défend de son mieux et est condamné à la « peine de vie ».
Accompagné de Cégeste, le poète reprend la route, à la recherche de la déesse grecque de la sagesse Pallas-Athéna (Minerve pour les romains). En chemin, il croise tour à tour une dame qui, s’étant trompée d’époque, lit un livre qui ne paraîtra que dans 70 ans ; Iseut, qui cherche à rejoindre Tristan ; puis son propre double, qui va d’où il vient et vice-versa. Cégeste disparaît, laissant seul le poète explorer la "zone intermédiaire" où vivent les symboles et personnages qui le hantent, issus de son imagination.
Enfin, le poète arrive au palais en ruines de Pallas-Athéna. Un huissier en habit le fait longuement patienter puis le conduit à la déesse, à laquelle il désire offrir son hibiscus. Mais elle le transperce de sa lance et le fait déposer au sol par deux hommes à tête de cheval. La troupe de gitans le pleure en chantant. Il commente : « faites semblant de pleurer, mes amis, puisque les poètes font semblant d’être morts ». Il se relève avec les yeux grands ouverts de l'initié. Dédaignant la tentation du sphinx ailé aux seins nus, croisant sans le voir Œdipe aveugle s'appuyant sur sa fille Antigone, il chemine dans la campagne ensoleillée. Deux policiers à moto l’arrêtent pour vérifier son identité. Cégeste surgit ; affirmant que la terre n’est pas sa patrie, il le fait disparaître devant les policiers stupéfaits. La carte d'identité du poète se transforme en fleur d'hibiscus.

## Fiche technique
- Titre original et francophone : Le Testament d'Orphée ou Ne me demandez pas pourquoi !
- Réalisation et scénario : Jean Cocteau
- Musique : Martial Solal, Jacques Météhen
- Décors : Pierre Guffroy
- Costumes : Janine Janet
- Photographie : Roland Pontoizeau
- Son : Pierre Bertrand, René Sarazin
- Maquillage : Alexandre Marcus
- Montage : Marie-Josèphe Yoyotte, Raymonde Guyot
- Production : Jean Thuillier
  - Production associée : Yul Brynner
  - Assistant de production : François Truffaut
- Société de production : Les Éditions Cinégraphiques (France)
- Sociétés de distribution : Cinédis, UGC, Connaissance du Cinéma, Tamasa Distribution, Les Acacias, Robur, Ciné Classic (France)
- Pays d'origine :  France
- Langue originale : français
- Format : noir et blanc — 1.37:1 (35 mm) — monophonique
- Genre : drame expérimental
- Durée : 81 minutes
- Date de sortie :
  - France : 18 février 1960 (sortie nationale)
- Classification :
  - France : tous publics (visa d'exploitation no 22579 du 15 février 1960)

## Distribution
- Jean Cocteau : le poète Jean Cocteau / Orphée
- Jean Marais : Œdipe
- Maria Casarès : la princesse
- François Périer : Heurtebise
- Édouard Dermit : Cégeste

Et par ordre alphabétique : 
- Claudine Auger : Minerve
- Charles Aznavour : le curieux
- Lucia Bosè : une amie d’Orphée
- Yul Brynner : l’huissier des enfers
- Françoise Christophe : l’infirmière
- Gérard Chatelain : l'amoureux
- Michèle Comte : la petite fille
- Nicole Courcel : la mère maladroite
- Henri Crémieux : le professeur
- Luis Miguel Dominguín : un ami d'Orphée
- Guy Dute ; un homme-chien
- Daniel Gélin : l’interne
- Philippe Juzau : un homme-cheval
- Jean-Pierre Léaud : Dargelos, l'écolier
- Michèle Lemoigne : l'amoureuse
- Serge Lifar : un ami d'Orphée
- Daniel Moosmann : un homme-cheval
- Brigitte Morisan : Antigone
- Pablo Picasso : un ami d'Orphée
- Jacqueline Roque : une amie d'Orphée
- Françoise Sagan : une amie d'Orphée
- Alice Sapritch : la reine des gitanes
- Henry Torrès : le speaker
- Annette Vadim / Roger Vadim[1] : des amis d’Orphée
- Francine Weisweiller : la dame qui s'est trompée d'époque
- Marie-Josèphe Yoyotte : une gitane

## Production
Le Palais d'Athena a été filmé dans les carrières des Baux-de-Provence.[réf. souhaitée]
Lors de la prise de vue, au moment où Athéna projette sa lance sur Orphée, un avion a incidemment survolé la scène et le bruit de son réacteur a été enregistré. La synchronisation entre le son et le geste étant parfaite, l'effet a été conservé au montage.[réf. nécessaire]

## Accueil
« Ce film est beau parce que c'est le film d'un homme qui sait qu'il va mourir et qui ne parvient pas, quelque désir qu'il en ait, à prendre la mort au sérieux. » (Cahiers du cinéma).
Dans sa biographie sur l’acteur Jean Marais, Carole Weisweiller (fille de Francine Weisweiller) raconte que Cocteau avait demandé à Jean Marais de jouer Œdipe. Celui-ci, vêtu de sa toge blanche tachée de sang, le visage douloureux avec des yeux crevés peints sur des paupières, remuant doucement les lèvres comme le lui avait demandé Cocteau, avançant lentement sur un chemin de pierres, un lourd bâton à la main en guise de canne et s’appuyant sur sa fille Antigone, croisait le poète qui s’éloignait sans le voir. « Ce qu’on a tant voulu voir, quand cela arrive enfin, on ne le voit plus », expliquait Cocteau à des journalistes venus l’interroger sur la signification de cette scène.
Christian Soleil, dans sa biographie sur Jean Marais, révèle qu’à sa sortie à Paris en février 1960, Le Testament d’Orphée reçut de la presse critique des louanges, encensements, admirations, le plaçant d’emblée au Panthéon du cinéma français. Mais le public ne fut guère au rendez-vous, sans doute à cause du caractère très étrange du film, de sa construction décousue mais en réalité cousue comme un rêve, que les spectateurs ordinaires pouvaient considérer comme l’hermétisme de l’univers de Cocteau. « Ils ont en fait du mal à admettre qu’il ne faut pas chercher un sens derrière chaque signe, trouver une symbolique derrière chaque objet et chaque geste, mais simplement admettre les choses comme elles sont, à la manière des enfants dont Cocteau veut nous faire retrouver l’âme. »